# Boss MT-2
Boss MT-2 — це педаль дисторшну для гітари, яка виробляється корпорацією Roland під торговою маркою Boss з 1991 року.
Наразі ця педаль одна з найпопулярніших педалей Boss, хоча не дивлячись на те що ця педаль має багато прихильників, також є багато її ненависників. На фоні цих розбіжностей з цією педаллю навіть почали робити меми.

## Історія
Після закінчення випуску HM-2, з 1991 прийшла на заміну MT-2 випускається в Тайвані, а пізніше виробництво було перенесено у Малайзію.
У 2005-му році було випущено 50 педалей срібно-чорного кольору, на честь 8 мільйонів випущених педалей Boss.
У 2018-му року вийшла версія під лінійкою WazaCraft. З додатковим режимом роботи. Стандартний режим забезпечує оригінальний тон Metal Zone із фокусом на середні частоти, тоді як режим Custom представляє новий, широкий діапазон голосу, який підходить для сучасних різноманітних стилів.

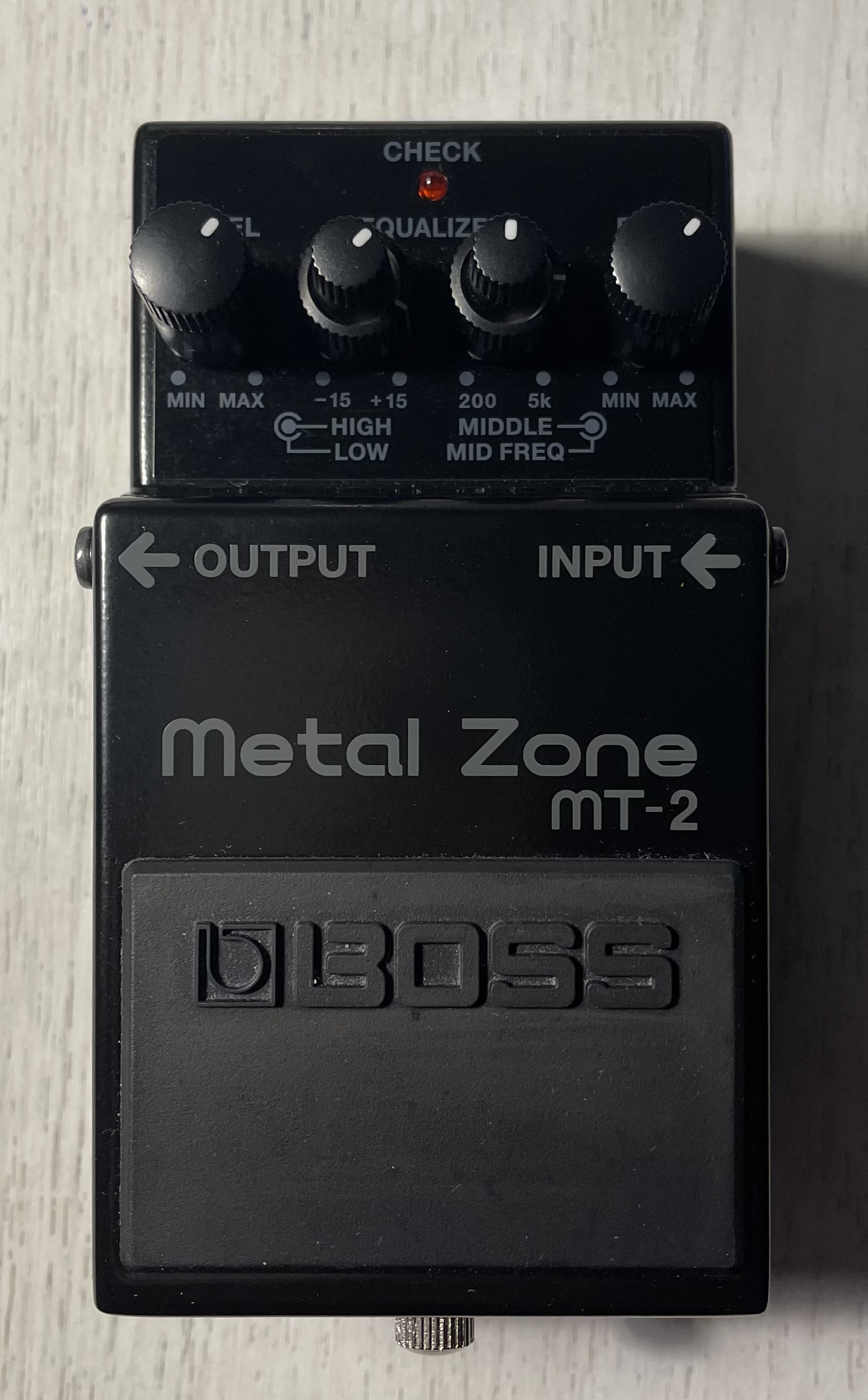
Лімітована версія педалі MT-2-3A

У червні 2021-му році на честь 30 річчя з дати виходу моделі була випущена лімітована педаль чорного кольору, з сірими надписами за срібним гвинтом батарейного відсіку. Також цю педалі називають "стелс" через її колір. Випуск педалі закінчився у 2021-му році.

## Конструкція
Ця педаль представляє з себе аналоговий тип ефекту. Плата створена по технології наскрізного монтажу.
Регулятори низьких, середніх і високих частот пропонують +15 дБ зрізання або посилення, щоб створювати абсолютно різні тони. Також MT-2 забезпечує контроль для частоти в середньому діапазоні в діапазоні від 200 Гц до 5 кГц.
З 2017-го року педаль почали виробляти за технологію поверхневого монтажу SMT.
У педалі реалізовано буфер, який підсилює гітарний сигнал. У версії WazaCraft педаль має покращений буфер.

## Версії
| Код моделі     | Деталі                                                | Країна            | Рік         | Тираж                  |
| -------------- | ----------------------------------------------------- | ----------------- | ----------- | ---------------------- |
| MT-2           | Звичайна версія.                                      | Тайвань, Малайзія | 1991 -      | Необмежений            |
| MT-2 Silver 8m | Педаль до 8 мільйонів випущених педалей Boss.         | Тайвань           | 2005 - 2005 | 50                     |
| MT-2W          | Waza Craft версія.                                    | Японія            | 2018 -      | Необмежений            |
| MT-2-3A        | Лімітована педаль чорного кольору до 30 річчя моделі. | Тайвань           | 2021 - 2021 | Обмежений але невідомо |

## Відомі гітаристи
Відомі користувачі:
- Нейл Саймон[5]
- Daft Punk[5]
- Прінс[5]
- Джеймс Шаффер[5]
- Андерс Бьорлер[5]
- Крейг Ніколлс[5]
- Кірк Віндстайн[5]
- Метт Бігланд[5]
- Курт Баллу[5]
- Марк Лінкус[5]
- Деніел Донеган[6]

## Згадки в культурі
У гурті The Vines існує пісня з назвою "Metal Zone". Колега по групі Лаклан Вест пояснив, чому педаль Ніколлса надихнула на цю пісню. «Ну, слова точно не про педаль, але ця маленька чорна коробочка, швидше за все, дала Крейгу ідею назвати пісню Metal Zone», — сказав барабанщик.